# Robbert Schilder
Robbert Schilder (Amstelveen, 18 aprile 1986) è un ex calciatore olandese, di ruolo difensore.

## Palmarès

### Club

#### Competizioni nazionali
- Coppa dei Paesi Bassi: 1

Ajax: 2005-2006
- Supercoppa dei Paesi Bassi: 1

Ajax: 2006

### Nazionale
- Campionato d'Europa Under-21: 1

2007